# Indonezia
Indonezia, oficial Republica Indonezia este o țară insulară amplasată în Asia de Sud-Est, aceasta cuprinde 17.508 insule și 38 de provincii cele mai importante sunt Borneo (Kalimantan), Sumatra Celebes (Sulawesi), Jawa. Având peste 238 de milioane de locuitori, este a patra cea mai populată țară a lumii, fiind și țara cu cel mai mare număr de musulmani. Indonezia este o republică prezidențială cu un parlament și președinte ales.

## Etimologie
Numele "Indonezia" provine din cuvintele grecești Indos (Ἰνδός) și nesos (νῆσος), ce înseamnă „insule indiene”. Acest nume datează din secolul al XVIII-lea, cu mult înainte de formarea Indoneziei independente.  Mai este denumită și "Salba de smaralde a Ecuatorului". Este cea mai mare țară arhipelag din lume având 17.508 de insule (dintre care 6.000 sunt locuite).

## Istorie
Indonezia are o istorie lungă începând cu perioada preistorică, când primul locuitor al arhipelagului a fost Omul Java (Pithecanthropus erectus), în urmă cu un milion de ani.
Cultura Dong Son venită din China și Vietnam acum 4000 de ani este una dintre primele popoare care și-a pus amprenta puternic în cultura și civilizația indoneziană, mai târziu și alte popoare din Asia au migrat în scopul comerțului.
În secolele al XIV-lea și al XV-lea imperiul Majapahit a dominat insulele indoneziene. Din secolul al XV-lea din ce în ce mai mulți neguțători arabi au vizitat zona, declanșând convertirea la islam. Hinduismul și budismul au supraviețuit până astăzi doar pe insulele Bali și Lombok, unde o cultură autohtonă mixtă a luat naștere. În 1487 Bartolomeu Diaz a ocolit pentru prima oară Capul Bunei Speranțe, deschizând calea descoperirii unor noi rute maritime spre India de către Vasco da Gama.
Europenii au ajuns în Indonezia mai târziu, în anii 1600, colonia olandeză fiind cea care a controlat economia țării timp de 3 secole, introducând cultura piperului , până la sfârșitul celui de al doilea război mondial, când Indonezia și-a declarat independența în 1945. Dezvoltarea economică a fost în creștere până în anii '80-'90, datorită exploatării resurselor naturale și îmbunătățirea serviciilor. Cu toate acestea clasa de mijloc a început sa se dezvolte considerabil, dar populația săracă încă este în număr mare. Indonezia a trecut și printr-o criză economică în 1997, în același timp existând și schimbări majore în politică, în care președintele Suharto a fost demis după ce a condus țara timp de 30 de ani într-un regim dictatorial. Alegeri democratice au loc începând cu anul 1999.

## Economie
Economia este bazată pe agricultură și industria minieră. PIB: 15% din agricultură, 43% din industrie, 42% din servicii. Se extrage petrol, minereuri de fier, staniu, mangan și bauxită, cărbune, gaze naturale etc. Dispune de mici întreprinderi industriale (cauciuc, ciment, zahăr, ulei de palmieri, țesături, textile, produse alimentare). Este dezvoltat meșteșugăritul. Principalele culturi agricole sunt arborii de cauciuc, de cafea și cacao, palmierii, trestia de zahăr, orezul, porumbul, maniocul, batați, soia, arahide. Se cresc bovine, ovine, caprine, porcine. Pescuitul este practicat intens. Indonezia exportă cauciuc natural, petrol, gaze naturale, staniu, tutun, ceai, cafea, cacao, zahăr, copră, pește, bauxită, mirodenii. Importă mașini și utilaje industriale, materii prime și semifabricate, autovehicule, mărfuri de larg consum. Comerț extern cu SUA, Japonia, Singapore, Germania, Marea Britanie ș.a. Căi ferate: 6.583 km. Căi rutiere: 145.000 km.

### Agricultura
Indonezia este o țară agricolă, 70% din populația țării fiind angajată în producția agricolă și auxiliară acesteia. Orezul este principala plantă cultivată, cu o producție de peste 30 de milioane de tone. Alte culturi pentru hrană sunt: cartofii dulci, manioc, soia, nucile de cocos și trestia de zahăr. Culturile pentru comerț sunt: uleiul de palmier, copra, cauciucul, cafeaua și ceaiul. Solurile vulcanice și cele aluvionare sunt importante pentru agricultură.

## Demografie
Islam (86,7%)
     Protestantism (7,6%)
     Catolicism (3,12%)
     Hinduism (1,74%)
     Budism (0,8%)
     Confucianism (0,03%)
     Other (0,4%)
- Limba oficială: bahasa indoneziană.

Componența etnică: indonezieni, papuași, melanezieni, chinezi, comunități reduse de arabi, europeni. 
Culte: islam (86,7%), creștinism (12%), hinduism, budism etc.
Rata natalității: 18,1‰, rata mortalității: 6,3‰, rata fertilității: 2,15 copii născuți/femeie.

## Politică și guvernământ
Indonezia este o republică constituțională, cu președinte și parlament ales prin vot constituțional. Constituția Indoneziei este bazată pe Pancasila, definită prin cinci principii: naționalism, internaționalism, democrație, justiție socială și credință.
Toți cetățenii cu vârsta de peste 17 ani au drept de vot. Președintele actual este Joko Widodo.

## Împărțirea administrativă
Din punct de vedere administrativ Indonezia este alcătuită din 38 de provincii, cinci dintre acestea având statut special. Fiecare provincie are propria legislatură și propriul guvernator. Fiecare provincie este divizată în kabupaten și orașe (kota), care sunt alcătuite din districte (kecamatan), acestea din urmă fiind, la rândul lor alcătuite din sate (fie desa sau kelurahan).

Provinciile Indoneziei

Provinciile Indoneziei și capitalele lor – grupate după regiune (Numele în indoneziană în paranteze)

† - indică provinciile cu statut special
| Sumatra - Aceh† – Banda Aceh - Sumatra de Nord (Sumatera Utara) – Medan - Sumatra de Vest (Sumatera Barat) – Padang - Riau – Pekanbaru - Insulele Riau (Kepulauan Riau) – Tanjung Pinang - Jambi – Jambi - Sumatra de Sud (Sumatera Selatan) – Palembang - Bangka-Belitung (Kepulauan Bangka-Belitung) – Pangkal Pinang - Bengkulu – Bengkulu - Lampung – Bandar Lampung Java - Jakarta† – Jakarta - Banten – Serang - Java de Vest (Jawa Barat) – Bandung - Java Centrală (Jawa Tengah) – Semarang - Regiunea Specială Yogyakarta† (Daerah Istimewa Yogyakarta) – Yogyakarta - Java de Est (Jawa Timur) – Surabaya Insulele Sondele Mici - Bali – Denpasar - Nusa Tenggara de Vest (Nusa Tenggara Barat) – Mataram - Nusa Tenggara de Est (Nusa Tenggara Timur) – Kupang | Kalimantan - Kalimantanul de Vest (Kalimantan Barat) – Pontianak - Kalimantanul Central (Kalimantan Tengah) – Palangkaraya - Kalimantanul de Sud (Kalimantan Selatan) – Banjarmasin - Kalimantanul de Est (Kalimantan Timur) – Samarinda Sulawesi - Sulawesi de Nord (Sulawesi Utara) – Manado - Gorontalo – Gorontalo - Sulawesi Central (Sulawesi Tengah) – Palu - Sulawesi de Vest (Sulawesi Barat) – Mamuju - Sulawesi de Sud (Sulawesi Selatan) – Makassar - Sulawesi de Sud-Est (Sulawesi Tenggara) – Kendari Insulele Maluku - Maluku – Ambon - Maluku de Nord (Maluku Utara) – Sofifi Noua Guinee de Vest - Papua de Vest† (Papua Barat) – Manokwari - Papua† – Jayapura |

## Geografie

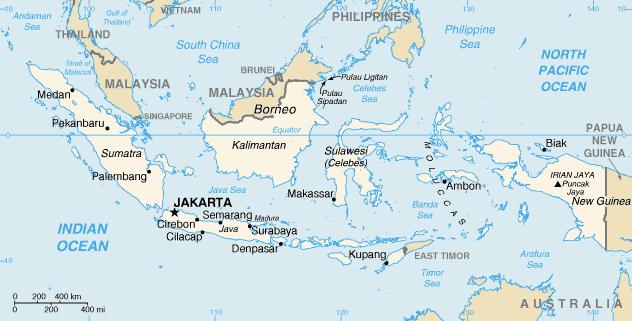
Harta Indoneziei

Indonezia este cel mai mare arhipelag din lume, având 17 508 insule, dintre care 6000 sunt nelocuite, și este situată în sud-estul Asiei la nord-vest de Australia. Insulele sunt dispersate în Oceanul Indian și Oceanul Pacific,  ocupând 5.100 de km din linia ecuatorului (aproape o optime din circumferința pământului). Țara are o climă tropicală, cu două sezoane - ploios și secetos, nu are anotimpuri iar umiditatea este foarte ridicată.
Indonezia se întinde pe o suprațată vastă de ocean. Cele mai mari insule, Kalimantan (60% din Insula Borneo),  Sumatra  și Irianul de Vest (Noua Guinee de Vest) reprezintă 70% din suprafața Indoneziei. În Java sunt câmpuri aluvionare și văi de râuri fertile.
Relieful este variat, de la vârfuri de peste 5.000 de metri altitudine, până la plaje întinse, râuri și lacuri, care sunt adăpostul unei faune și vegetații variate și luxuriante.

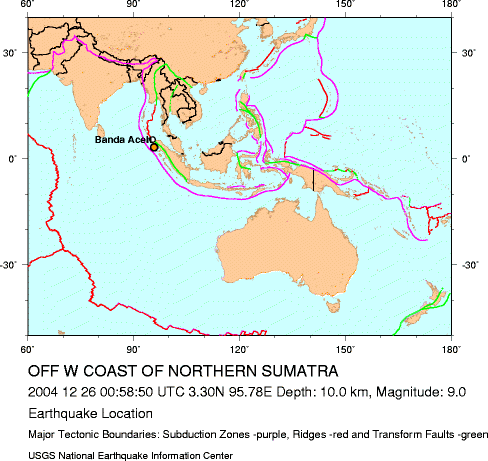
placile tectonice din Indonezia

Indonezia are aproximativ 400 de vulcani dintre care 130 sunt activi. Cel mai renumit vulcan este Krakatau, a cărui erupție în 1883 a făcut 36.000 de victime distrugând aproape în totalitate insula. Cel mai înalt vârf este Puncak Jaya (5 030 m) și face parte din lanțul muntos Sudirman din insula Irian Jaya.
Datorită vulcanilor activi și a plăcilor tectonice pe care se situează, Indonezia este țara cu cea mai mare activitate seismică și vulcanică.

### Fauna din Indonezia
Aici se întâlnește una dintre zonele geografice cele mai remarcabile în ce privește distribuția animalelor. În Indonezia se regăsesc numeroase specii de diferite de animale. Dragonul de Komodo (Varanus komodoensis) a fost desemnată drept specia națională indoneziană, Siluk/Arwana (Scleropages formosus) - animal fascinant, iar șoimul Elang Jawa (Nisaetus bartelsi) - specie rară (în primejdie). Data de 5 noiembrie a fost declarată Ziua Națională a Florei și Faunei.

### Flora din Indonezia
În Indonezia se întâlnesc de asemenea din belșug plante tropicale, inclusiv renumita Rafflesia arnoldii, cea mai mare floare din lume și Amorphophallus titanum, cea mai mare inflorescență a genului.

### Clima
Indonezia are o climă ecuatorială. Între lunile noiembrie și martie musonul nordic suflă dinspre China și Oceanul Pacific, iar între lunile mai și septembrie musonul sudic suflă dinspre Oceanul Indian și Australia. De obicei ploile sunt abundente (150–500 cm) pe tot parcursul anului, iar furtunile sunt însoțite frecvent de trăsnete. În Indonezia temperaturile sunt ridicate. Medan și Jakarta au temperaturi medii de 26 °C sau 27 °C, dar în munți este cu mult mai frig. Cele mai secetoase regiuni sunt în sud-est.

## Cultură
Indonezia are o cultură foarte diversificată. În Bali și Java sunt cele mai frumoase obiceiuri și legende, și tot aici se găsesc cele mai originale și mai frumoase obiecte de artizanat din Indonezia, dar și în celelalte regiuni se întâlnesc dansuri și muzică specific zonelor, și care sunt cunoscute în lume ca fiind unicat.
Batikul și Gamelanul sunt cele mai cunoscute, teatrul Wayang, dansurile Ramayana și obiceiurile funerare din Bali și fac parte din minunata cultură indoneziană. Silat este un stil unic de arte marțiale provenit din arhipelag.

### Patrimoniu mondial UNESCO
Până în 2011 pe lista patrimoniului mondial UNESCO au fost incluse 7 obiective din această țară.

## Turism
Indonezia dispune de un potențial turistic înalt, anual fiind vizitată de circa 6 milioane de turiști străini. Principalele obiective turistice sunt templele budiste și hinduse, în special templul budist de la Borubadur, cel mai mare monument arhitectonic din emisfera sudică. Alte atracții turistice sunt vulcanii și lacurile vulcanice, stațiunile balneomaritime etc.

### Atracții turistice
- Irian Jaya - o zonă cu munți înalți și păduri tropicale dese;
- Jakarta - cel mai populat și cel mai important centru industrial și comercial al Indoneziei;
- Templele budiste de la Borobudur - cel mai mare monument budist din lume;
- Templele hinduse de la Prambanan - cel mai mare complex de temple (8 temple principale și alte 224 de temple mici) închinate zeului Shiva de pe teritoriul Indoneziei;
- Parcul Național Komodo - singurul loc din lume unde trăiește cea mai mare reptilă din lume - dragonul de Komodo (3 m);
- Parcul Național Gunung Bromo - o zonă largă acoperită cu nisip vulcanic fin care se întinde la picioarele Vulcanului Bromo - activ - înalt de 2329 m;
- Templul Pura Besakih, Bali - cel mai important locaș sfânt din Bali, fiecare credincios din religia hindu-dharma deținând aici un complex individual sau racle și altare.

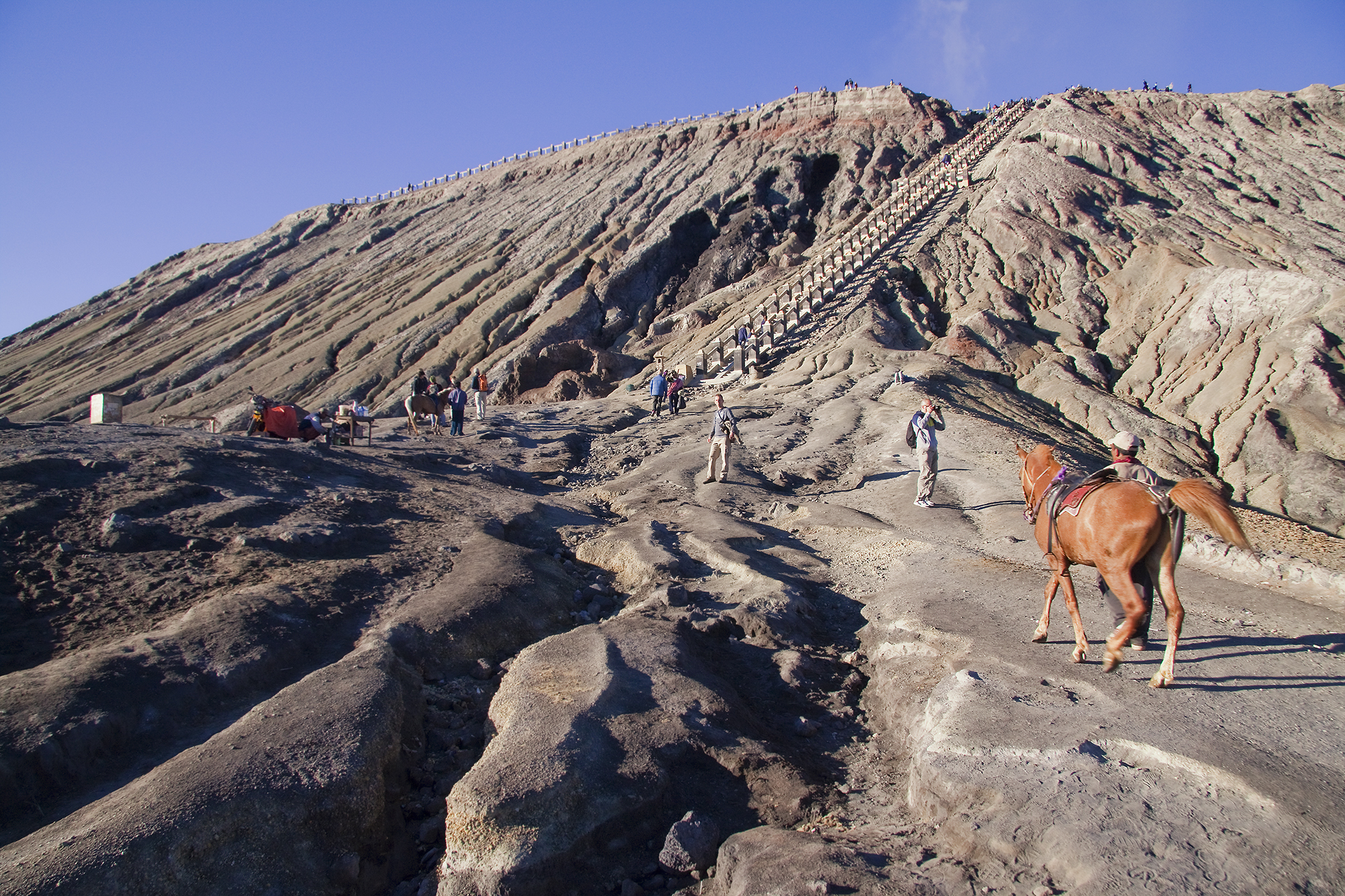
Muntele Bromo, situat în partea de sud-est a Insulei Java
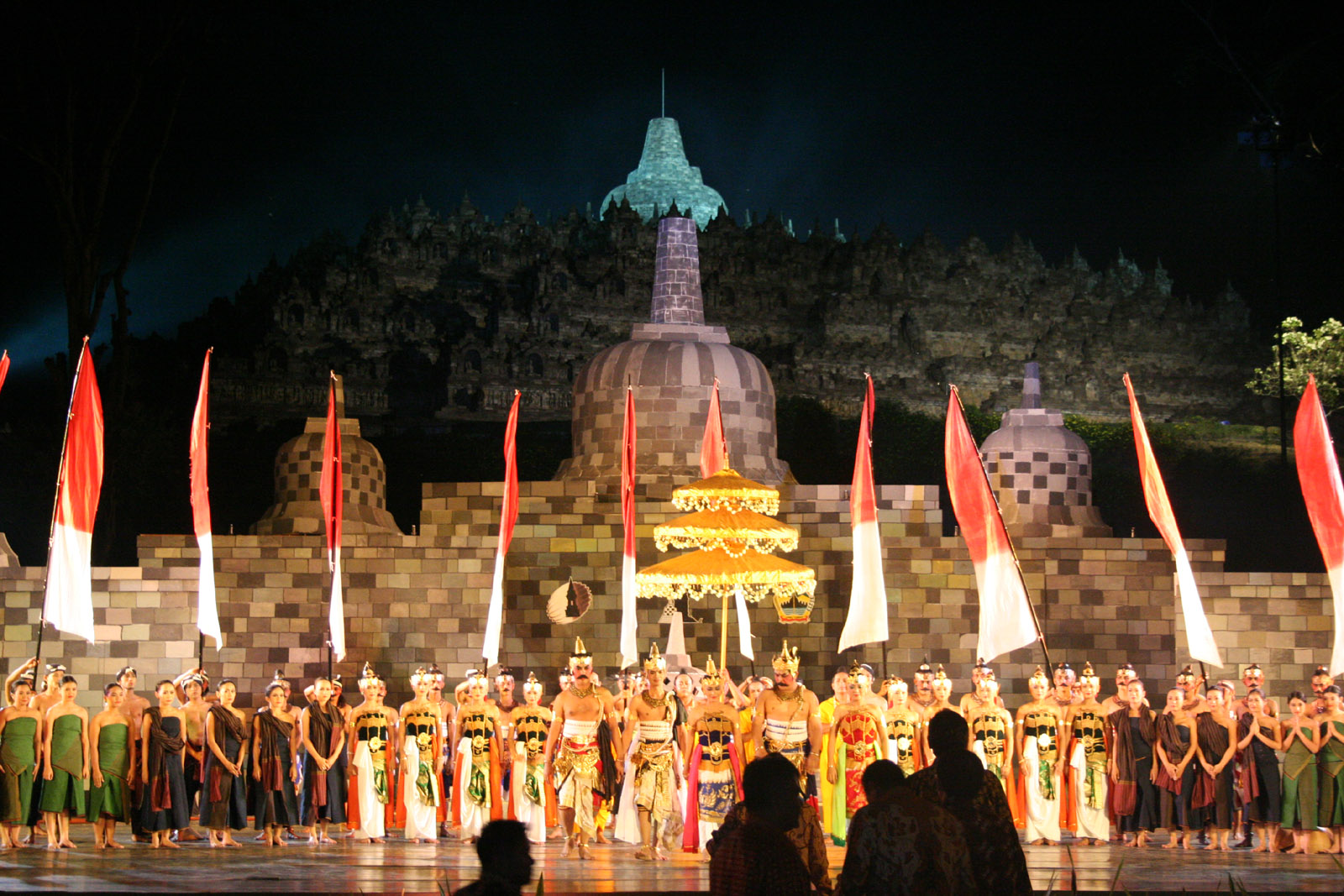
Borobudur/Barabudur
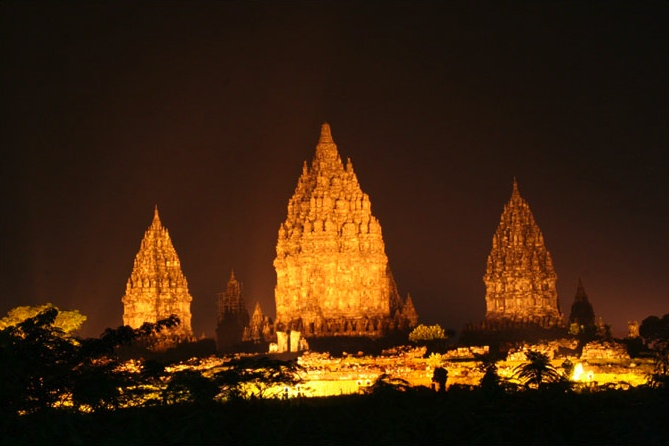
Vedere panoramică asupra complexului de temple Prambanan
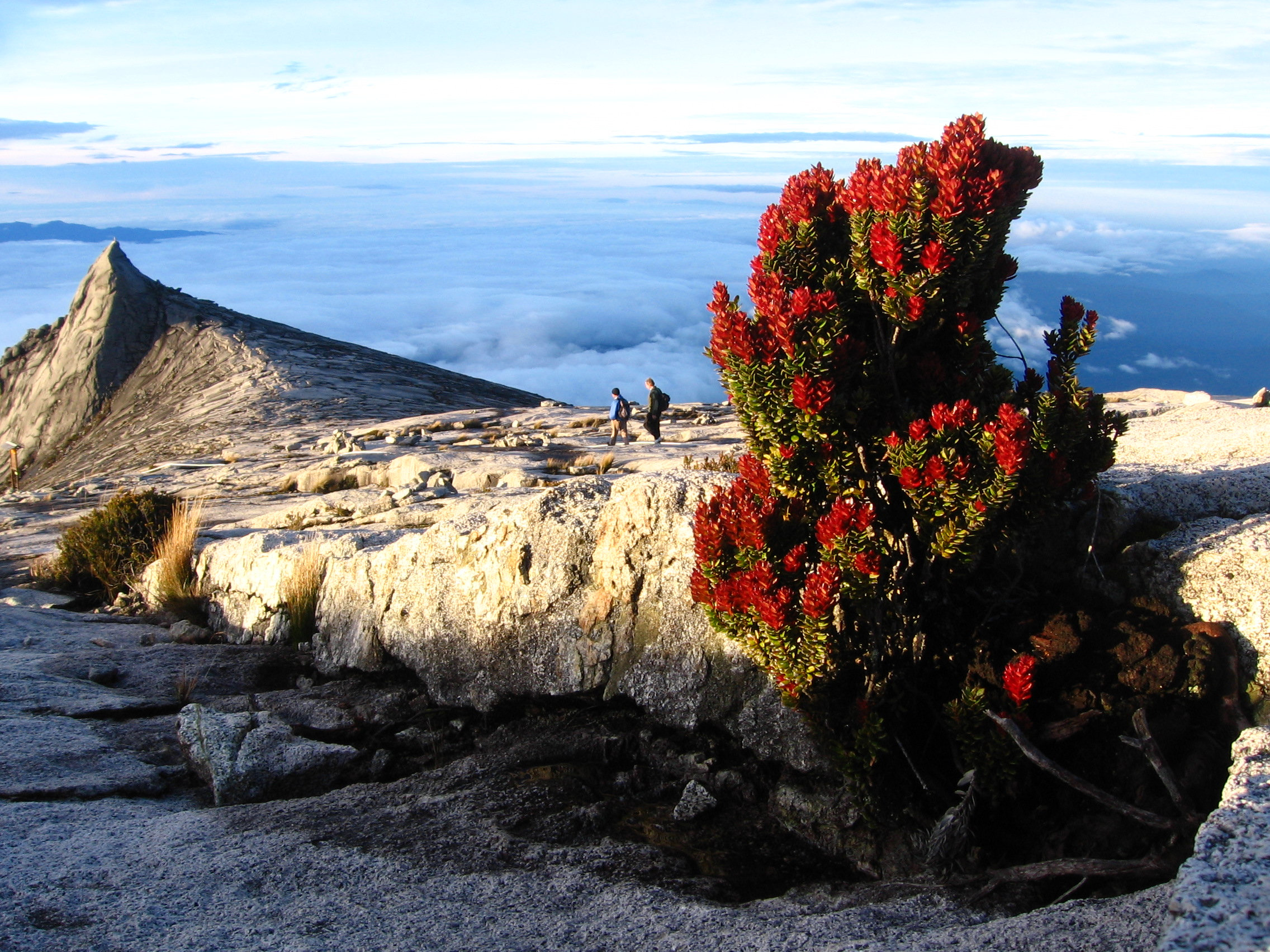
Muntele Kinabalu